# 普雷里敦 (伊利諾伊州)
普雷里敦（英語：Prairietown）是位於美國伊利諾伊州麥迪遜縣的一個非建制地區。該地的面積和人口皆未知。

## 地理
普雷里敦的座標為38°57′59″N 89°55′19″W / 38.96639°N 89.92194°W，而該地的平均海拔高度為176米（即577英尺）。